# Mahyar Monshipour
Mahyar Monshipour Kermani, né le 21 mars 1975 à Téhéran est un boxeur français d'origine iranienne. Il acquiert la nationalité française en 2001.

## Biographie

### Début de carrière
À 11 ans, au début de la guerre Iran-Irak, il est envoyé par son père en France à Poitiers chez sa tante Mahnaz. Après une carrière amateur peu importante, Mayhar Monshipour passe professionnel le 26 octobre 1996 en mettant KO Karim Azagzaoui au 6e round dans un combat plutôt brouillon. Il enchaîne ensuite 5 victoires dont un autre knockout. À l'époque, son style est déjà celui d'un cogneur mais il se lance trop sur ses adversaires sans se protéger et sa seule technique est de se jeter à corps perdu. En décembre 1997, il affronte le congolais Euloge Makiza Sita (8 victoires et 2 défaites). Monshipour se montre plus fort mais commet l'erreur de ne pas se protéger, et s'il se montre plus puissant (il envoie deux fois Sita au tapis), il perd aux points.
Mayhar Monshipour retrouve la victoire en battant Medhi Chemin en quelques secondes. Cette victoire vaut la citation car c'est la seule fois qu'il met un adversaire KO au premier round. Après une autre victoire, il affronte l'espoir hongrois Sandor Koczak (7 combats, 7 victoires). Dès le 1er round, Monshipour se colle à lui et l'envoie au tapis. Mais au deuxième round, Koczak lui met un coup de coude dans l'œil. Non seulement Koczak n'est pas été sanctionné mais Monshipour est arrêté au 3e round pour la large blessure occasionnée.

### L’ascension
À partir de cette défaite, Monshipour va connaître une invincibilité de 8 ans. Il remporte d'abord 8 victoires (5 KO).
Son style a désormais changé : Mahyar avance toujours mais il est devenu un cogneur technique : il esquive, remise attaque au corps et ne cède pas un pouce à ses adversaires. Le premier à le vérifier est le britannique Michael Adlis qui abandonne épuisé par ce rouleau compresseur dès le quatrième round. Le 18 janvier 2002, il s'empare du titre de champion de France des super-coqs en mettant KO Salem Bouaita au 9e round. Il défend son titre une seule fois contre Frédéric Bonifai aux points (ce sera sa dernière victoire aux points). Le 13 septembre 2002 il s'empare du titre Européen contre le franco-turc Tuncay Kaya en à peine 6 rounds. Il conserve son titre 2 fois contre Mustapha Hame (KO au 6e round) et Germán Guartos (KO au 3e round).

### Championnats du monde
Le 4 juillet 2003, Mahyar Monshipour postule pour un premier titre mondial. Il affronte un ami, le champion du monde des poids super-coqs WBA, Salim Medjkoune au Futuroscope de Poitiers. Fidèle à sa promesse, Monshipour emballe le combat dès les premiers instants, celui-ci se transformant très vite en une véritable guerre où les deux hommes se rendent pratiquement coup pour coup. Dans la dernière reprise, le challengeur (en tête pour deux des trois juges : 107-102 et 106-104 pour 104-104) imprime une nouvelle fois le rythme. Un contre du droit au menton met brutalement fin au combat après 1 minute 27 secondes. Medjkoune s'écroule lourdement au sol et restera allongé de longues minutes avant de se relever sous les acclamations des 4,300 spectateurs soulagés. Monshipour devient le nouveau champion du monde WBA.
Très vite son histoire passionne la télévision et il devient un des rares boxeurs français à être invité à des débats.
Il crée en 2003 l'association France-Bam pour venir en aide aux Iraniens de Bam.
Le 16 décembre 2003, il défend son titre une première fois face à Jairo Tagliaferro, un vénézuélien dur au mal, et le contraint à l'abandon dans la 8e reprise.
Il affronte ensuite une seconde fois Medjkoune. Après un bon début de combat, Salim Medjkoune est progressivement laminé par les larges crochets du tenant du titre. Éprouvé une première fois au 5e round, il termine la 7e reprise épuisé. La fin n'est pas longue à venir sous la forme du crochet droit au corps qui envoie à terre le clermontois au 8e round. Compté huit, il reprend le combat pour retourner au sol sur une nouvelle série et son coin jette l'éponge.
Monshipour défend encore deux fois son titre (notamment en novembre 2004 à Bercy contre le thaïlandais Yoddamrong Sithyodthong par arrêt de l'arbitre au 6e round avant d'affronter Shigeru Nakazato, un boxeur qui avait déjà tenté par deux fois sans succès de prendre un titre mondial. Dès le coup de gong initial, Nakazato répond coup pour coup au champion en titre. Les deux boxeurs ont un peu les mêmes arguments mais la puissance, la vitalité et la précision du Français, coupé à l'arcade droite au troisième round, seront finalement trop fortes pour le japonais.
Au cours de la sixième reprise, une droite en contre de Monshipour ébranle Nakazato. Quelques instants plus tard, une nouvelle droite l'envoie au tapis, cette fois-ci pour le compte.
Le 25 juin 2005 (lors de sa dernière victoire), il affronte un ex-champion : Julio Zárate.
Mahyar livre alors un terrible combat contre un adversaire qui était vraiment venu pour gagner. Contre toute attente, le longiligne mexicain choisit d'accepter l'épreuve de force dès le début du combat et surprend le champion en titre à plusieurs reprises, notamment avec de très bons uppercuts corps face. Au 4e round, sur un enchaînement crochet gauche crochet droit, Monshipour touché au menton s'effondre au tapis. Il reprend le combat et s'arrange pour atteindre la fin du round. À mi combat, la situation est difficile pour le poitevin qui compte environ trois points de retard. Mais c'est sans compter son physique et sa fabuleuse volonté. À partir du septième round, le rouleau compresseur se met en marche étouffant littéralement Zárate qui n'a d'autres ressources que sa tête pour tenter de freiner la marche en avant de Monshipour. Il recevra deux avertissements (7e et 8e reprises) avant de renoncer à l'appel du 9e round.

### Dernier combat de légende
Le 18 mars 2006 à Levallois-Perret, Monshipour défendait pour la sixième fois sa ceinture contre le thaïlandais Somsak Sithchatchawal. Fidèle à sa tactique de démolisseur, le Poitevin cherche l'épreuve de force. Épuisé, la bouche entrouverte, il est battu par un boxeur qui s'est montré finalement plus lucide. Envoyé au tapis dès la première reprise, Monshipour était pourtant parvenu à refaire son retard. Mais il n'a jamais réussi à faire plier son adversaire. Un contre terrible à la 6e reprise a ébranlé sérieusement le français. Au 9e puis au 10e round, il a encaissé une avalanche de coups, qui a poussé l'arbitre à abréger les débats.
Monshipour décide d'arrêter sa carrière après ce combat.
Ce combat, d'une intensité rare, est couronné combat de l'année 2006, récompensant ainsi le dernier combat de sa carrière. C'est la quatrième fois qu'un Français reçoit cette distinction, après Georges Carpentier en 1924, Marcel Cerdan en 1948 et Laurent Dauthuille en 1950.

### Le retour de Monshipour
Monshipour annonce le 8 octobre 2008 son retour à la compétition deux ans et demi après son dernier combat. Il bat le 1er décembre 2008 Emiliano Salvini par disqualification au 6e round puis le 24 janvier 2009 Sean Hughes par arrêt de l'arbitre au 8e round et Félix Machado le 13 mars 2009 par abandon à l'appel du 5e round. Le 4 juillet 2009, il affronte pour le titre mondial WBA des poids coqs le champion en titre Anselmo Moreno mais s'incline aux points à Poitiers,.

### Entraîneur
En 2019, Il est l'entraîneur de Sadaf Khadem, la première femme boxeuse iranienne.

## Prises de position
En mars 2025, il répond à Teddy Riner en prenant position contre le port du voile dans le sport.

## Palmarès
- 37 combats, 31 victoires (dont 21 par KO)
- Vainqueur de la coupe de France professionnelle 2001
- Champion du monde poids super-coqs WBA (2003-2005) :
  - Vainqueur du tenant du titre Salim Medjkoune le 4 juillet 2003 au Futuroscope.
  - Conserve son titre le 16 décembre 2003 face à Tagliaferro (à Levallois-Perret), le 27 mai 2004 face à S. Medjkoune (Clermont-Ferrand), le 8 novembre 2004 face à Sithyodthong (Paris-Bercy), le 29 avril 2005 face à Nakazato (à Marseille) et le 25 juin 2005 face au mexicain Julio Zárate (au Futuroscope).

## Titres professionnels en boxe anglaise

### Titres mondiaux majeurs
- Champion du monde poids super-coqs WBA (2003-2005)

### Titres régionaux/internationaux
- Champion d'Europe poids super-coqs EBU (2002-2004)

### Titres nationaux
- Champion poids super-coqs FFB (2002-2003)

## Décorations
- Décoré de l'ordre national du Mérite, récompensant aussi bien sa réussite sportive que sociale.

## Divers
- Il est directeur adjoint du service des sports du conseil général de la Vienne (juin 2006 - 2011)
- Il est conseiller technique national du Ministère de la Santé, la Jeunesse et des Sports (le 1er mai 2011)